# Nie!
Nie! (ang. Nope) – amerykański horror z 2022 roku w reżyserii Jordana Peele’a. W głównych rolach wystąpili Daniel Kaluuya, Keke Palmer i Brandon Perea. Film miał premierę 22 lipca 2022 roku.

## Fabuła
Rodzeństwo mieszkające na bankrutującym ranczu w środkowej Kalifornii zajmuje się trenowaniem koni na potrzeby hollywoodzkich wytwórni. Pewnego dnia na farmie zaczynają dziać się niepokojące rzeczy. Rodzeństwo postanawia zbadać i sfotografować zjawisko, licząc, że przyniesie im to zarobek.

## Obsada
- Daniel Kaluuya jako OJ Haywood
- Keke Palmer jako Emerald Haywood
- Brandon Perea jako Angel Torres
- Michael Wincott jako Antlers Holst
- Steven Yeun jako Ricky "Jupe" Park
- Wrenn Schmidt jako Amber Park
- Keith David jako Otis Haywood Sr.
- Devon Graye jako Ryder Muybridge[1]

## Odbiór

### Reakcja krytyków
Film spotkał się z dobrą reakcją krytyków. W agregatorze recenzji Rotten Tomatoes 82% z 433 recenzji uznano za pozytywne. Z kolei w agregatorze Metacritic średnia ważona ocen z 64 recenzji wyniosła 77 punktów na 100.

## Nagrody i nominacje
| Nagroda               | Kategoria                                 | Wynik     |
| --------------------- | ----------------------------------------- | --------- |
| Nagroda Saturn        | Najlepszy film sci-fi                     | Wygrana   |
| Nagroda Saturn        | Najlepsza aktorka (Keke Palmer)           | Nominacja |
| Nagroda Saturn        | Najlepszy aktor (Daniel Kaluuya)          | Nominacja |
| Nagroda Saturn        | Najlepsza reżyseria (Jordan Peele)        | Nominacja |
| Nagroda Saturn        | Najlepszy scenariusz (Jordan Peele)       | Nominacja |
| Nagroda Saturn        | Najlepsza muzyka (Michael Abels)          | Nominacja |
| Nagroda Saturn        | Najlepszy montaż (Nicholas Monsour)       | Nominacja |
| People’s Choice Award | Ulubiony film                             |           |
| People’s Choice Award | Ulubiona aktorka filmowa (Keke Palmer)    |           |
| People’s Choice Award | Ulubiony aktor filmowy (Daniel Kaluuya)   |           |
| People’s Choice Award | Ulubiony dramat                           |           |
| People’s Choice Award | Ulubiona gwiazda dramatu (Daniel Kaluuya) |           |
| People’s Choice Award | Ulubiona gwiazda dramatu (Keke Palmer)    |           |